# Tűfarkú pipra
A tűfarkú pipra (Ilicura militaris) a madarak osztályának verébalakúak (Passeriformes) rendjébe és a piprafélék (Pipridae) családjába tartozó Ilicura nem egyetlen faja.

## Rendszerezése
A fajt George Shaw angol zoológus írta le 1808-ban, a Pipra nembe Pipra militaris néven.

## Előfordulása
Dél-Amerika délkeleti részén, Brazília délkeleti részén honos. Természetes élőhelyei a szubtrópusi és trópusi síkvidéki esőerdők.

## Megjelenése
Testhossza 11-12 centiméter. Tűszerűen kihegyesedő farka van. A nemek tollazata különbözik. A hím feje, válla, háta egy része és a farka fekete, homloka és a hát alsó része skarlátvörös, szárnya barna. A tojónak kékesszürke arca, olívzöld feje, háta és szárnya és világosabb hasi tollazata van.
|  |  |

## Életmódja
Gyümölcsökkel és rovarokkal táplálkozik.

## Szaporodása
A tojó ágvillába egyedül építi fel a csésze alakú fészkét, a hím az utódok gondozásában sem vesz részt.

## Természetvédelmi helyzete
Az elterjedési területe nagyon nagy, egyedszáma ugyan csökkenő, de még nem éri el a kritikus szintet. A Természetvédelmi Világszövetség Vörös listáján nem fenyegetett fajként szerepel.